# Центральне слідче Бюро поліції Польщі
Центральне слідче бюро поліції (CBŚP, CBŚ) – організаційний підрозділ поліції – слідча служба, яка виконує завдання у сфері виявлення, запобігання та боротьби з організованою злочинністю на території всієї країни.
Центральне слідче бюро було створено 15 квітня 2000 року головним начальником поліції. Він був створений шляхом злиття Бюро по боротьбі з організованою злочинністю, що діє з 1994 року, та Бюро з боротьби з наркотиками, що діє з 1997 року[2]. До 9 жовтня 2014 року як Центральне слідче управління Головного управління поліції було організаційним підрозділом Головного управління поліції, завданням якого була боротьба з організованою, транскордонною, кримінальною, наркозлочинністю, економічною та терористичною злочинністю, а також розкриття та розкриття особливо небезпечних злочинних груп.
Офіс знаходиться за адресою вул. Podchorążych 38 у Варшаві

## Керівництво
- Начальник Центрального слідчого бюро поліції – старший інспектор Цезарій Люба (Cezary Luba)[4]
- Заступник керівника – інсп. Лукаш Фольта ( Łukasz Fołta)
- Заступник керівника – в.о. молодшого інспектора Артур Ковальчевський (Artur Kowalczewski)
- Заступник керівника – молодший інспектор Войцех Ольшови (Wojciech Olszowy)

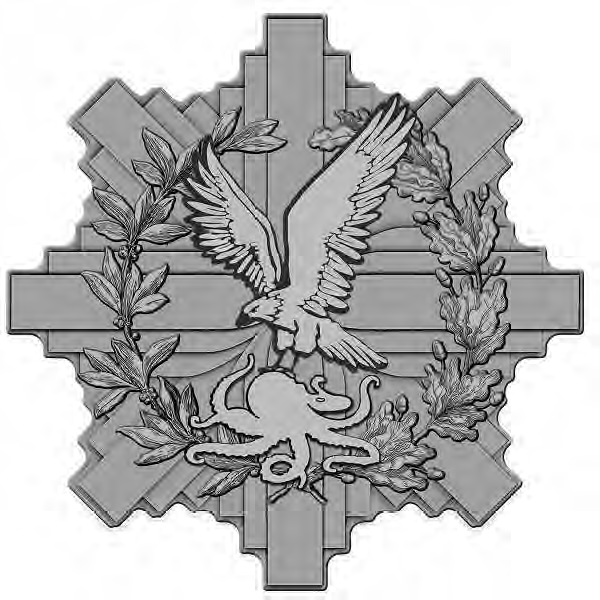
Жетон
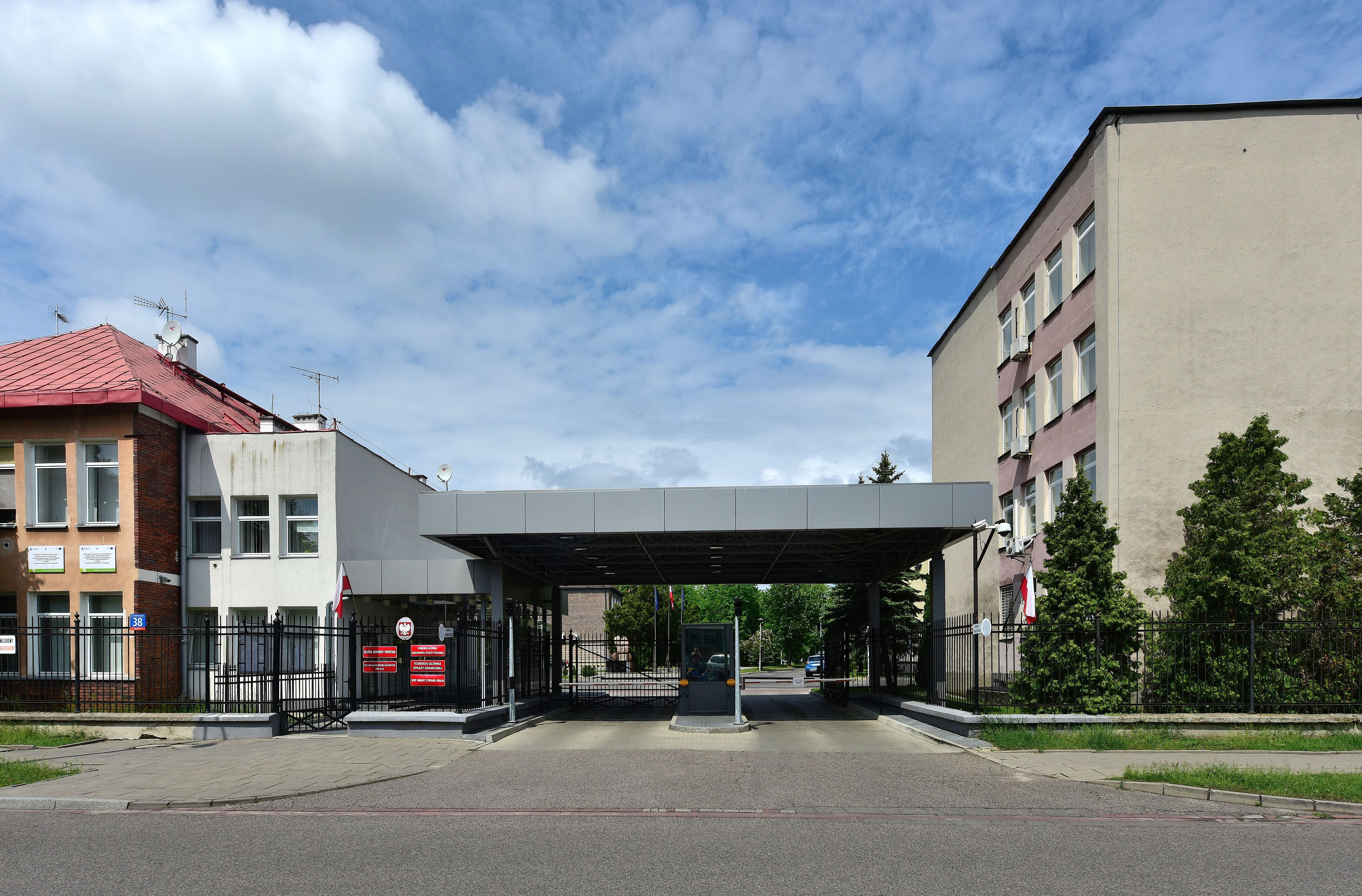
Головне управління Центрального слідчого управління міліції за адресою вул. Podchorążych, 38